# Pholiota
Pholiota (Fr.) P. Kumm. (łuskwiak) – rodzaj grzybów z rodziny pierścieniakowatych (Strophariaceae).

## Cechy charakterystyczne
Grzyby kapeluszowe niehigrofaniczne o bazydiokarpach osiągających średnicę 5–20 cm, zwykle rosnących kępkami. Powierzchnia kapelusza łuseczkowata, w stanie wilgotnym lepka lub śluzowata, o barwie od żółtej do brązowawej, rzadko białej lub czerwonej. Trzon z pierścieniem lub strefą pierścieniową. Blaszki przyrośnięte, czasami wykrojone i zbiegające ząbkiem, dość gęste. Wysyp zarodników brązowy, rdzawoochrowy, bazydiospory przeważnie elipsoidalne, gładkie z porą rostkową lub bez. Zawsze występują cheilocystydy w postaci chryzocystyd, czasami także pleurocystydy. Skórka kapelusza typu ixocutis, rzadko cutis.
Grzyby pasożytnicze i saprotroficzne, głównie grzyby nadrzewne rozwijające się na drewnie martwych lub żywych drzew, ale także na innym materiale organicznym (słoma, torf, ściółka i inne odpady roślinne), czasami także grzyby koprofilne (rozwijające się na odchodach) lub grzyby wypaleniskowe (rozwijające się na miejscach po ogniskach i pożarach lasów).

## Systematyka i nazewnictwo
Pozycja w klasyfikacji według Index Fungorum: Strophariaceae, Agaricales, Agaricomycetidae, Agaricomycetes, Agaricomycotina, Basidiomycota, Fungi.
Takson ten utworzył Elias Fries w 1821 r. jako Agaricus trib. Pholiota. Jest to bazonim. Obecną, uznaną przez Index Fungorum nazwę nadał mu Paul Kummer w 1871 r.
Synonimy naukowe: Agaricus ser. Derminus Fr., Agaricus trib. Flammula Fr., Agaricus trib.Pholiota Fr., Derminus (Fr.) Staude, Dryophila Quél., Flammopsis Fayod, Flammula (Fr.) P. Kumm., Gymnocybe P. Karst., Hemipholiota (Singer) Bon, Hypodendrum Paulet ex Earle, Kuehneromyces Singer & A.H. Sm., Nemecomyces Pilát, Phaeonematoloma (Singer) Bon, Pholiota subgen. Hemipholiota Singer, Ryssospora Fayod, Visculus Earle.
Polską nazwę (łuskwiak) podał Franciszek Błoński w 1896 r. W polskim piśmiennictwie mykologicznym należące do tego rodzaju gatunki opisywane były także jako bedłka, łuszczak, łuskiewnik, drobniak, pierścieniak.
Gatunki występujące w Polsce
- Pholiota adiposa (Batsch) P. Kumm. – łuskwiak tłustawy
- Pholiota aurivella (Batsch.: Fr.) Kummer – łuskwiak złotawy
- Pholiota carbonaria (Fr.) Singer 1951 – tzw. łuskwiak wypaleniskowy
- Pholiota conissans (Fr.) M.M. Moser – łuskwiak wierzbowy
- Pholiota elegans Jacobsson 1991[7]
- Pholiota flammans (Batsch) P. Kumm. – łuskwiak ognisty
- Pholiota gummosa (Lasch) Singer – łuskwiak słomkowy
- Pholiota henningsii (Bres.) P.D. Orton – łuskwiak torfowy
- Pholiota heteroclita (Fr.) Quél. – łuskwiak włóknistołuskowaty
- Pholiota jahnii Tjall.-Beuk. & Bas 1986[7]
- Pholiota lenta (Pers.) Singer – łuskwiak śluzowaty
- Pholiota lignicola (Peck) Jacobsson 1989 – łuskwiak wąskoblaszkowy
- Pholiota limonella (Peck) Sacc. 1887[7] – łuskwiak cytrynowy[8]
- Pholiota lubrica (Pers.) Singer – łuskwiak śliski
- Pholiota lucifera (Lasch) Quel. – łuskwiak pomarańczowobrązowy
- Pholiota mixta (Fr.) Kuyper & Tjall.-Beuk. – łuskwiak podlaski
- Pholiota nameko (T. Itô) S. Ito & S. Imai 1933 – łuskwiak nameko[9]
- Pholiota pinicola Jacobsson 1986[9]
- Pholiota pityrodes (V. Brig.) Gröger 2001
- Pholiota populnea (Pers.) Kuyper & Tjall.-Beuk. 1986 – łuskwiak topolowy
- Pholiota scamba (Fr.) M.M. Moser – łuskwiak świerkowy
- Pholiota spumosa (Fr.) Singer – łuskwiak dwubarwny
- Pholiota squarrosa (Bull.) P. Kumm.– łuskwiak nastroszony
- Pholiota squarrosoides (Peck) Sacc. – łuskwiak rdzawołuskowy
- Pholiota subochracea (A.H. Sm.) A.H. Sm. & Hesler 1968

Nazwy naukowe na podstawie Index Fungorum Wykaz gatunków i nazwy polskie według Władysława Wojewody i innych.

## Galeria

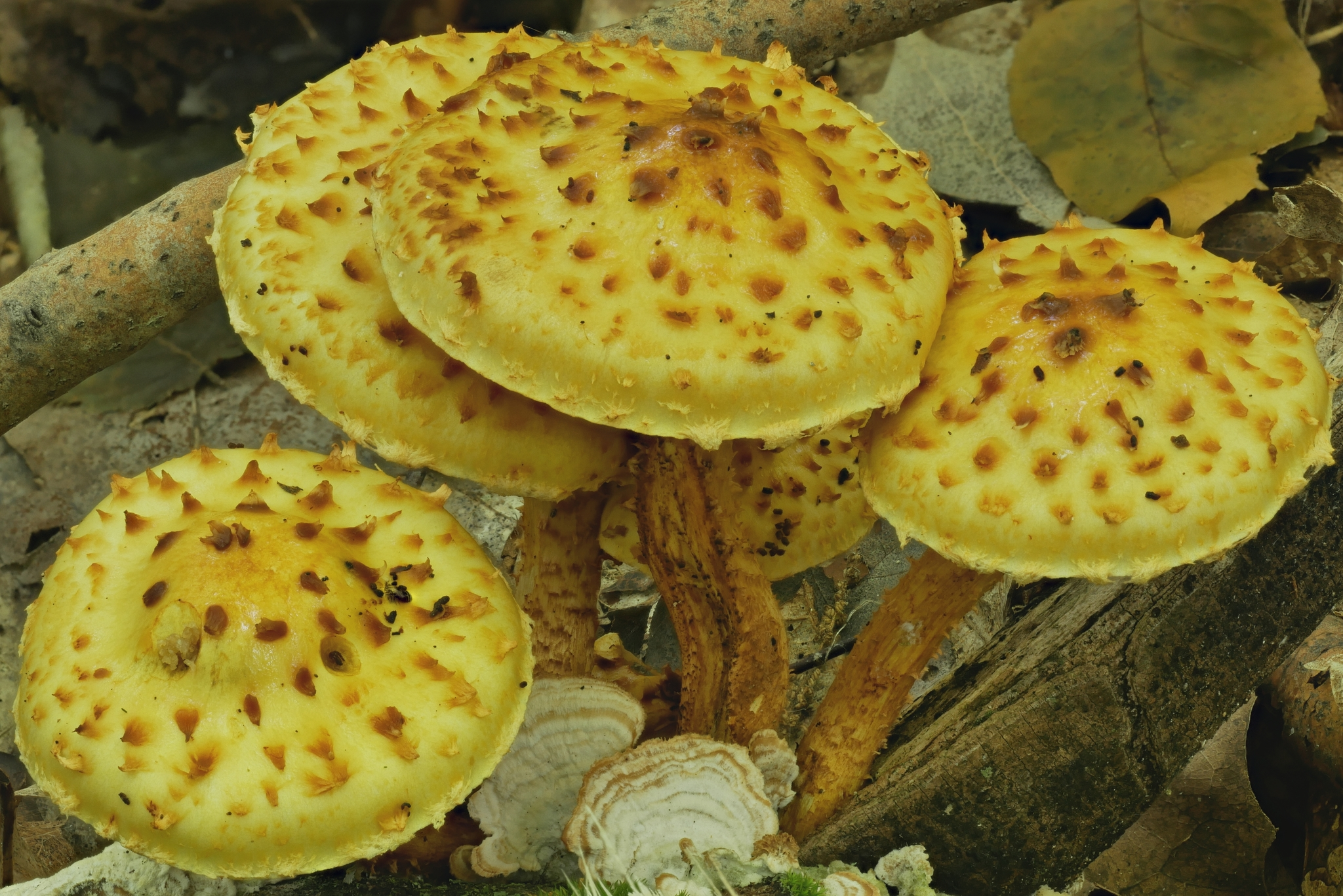
Łuskwiak cytrynowy
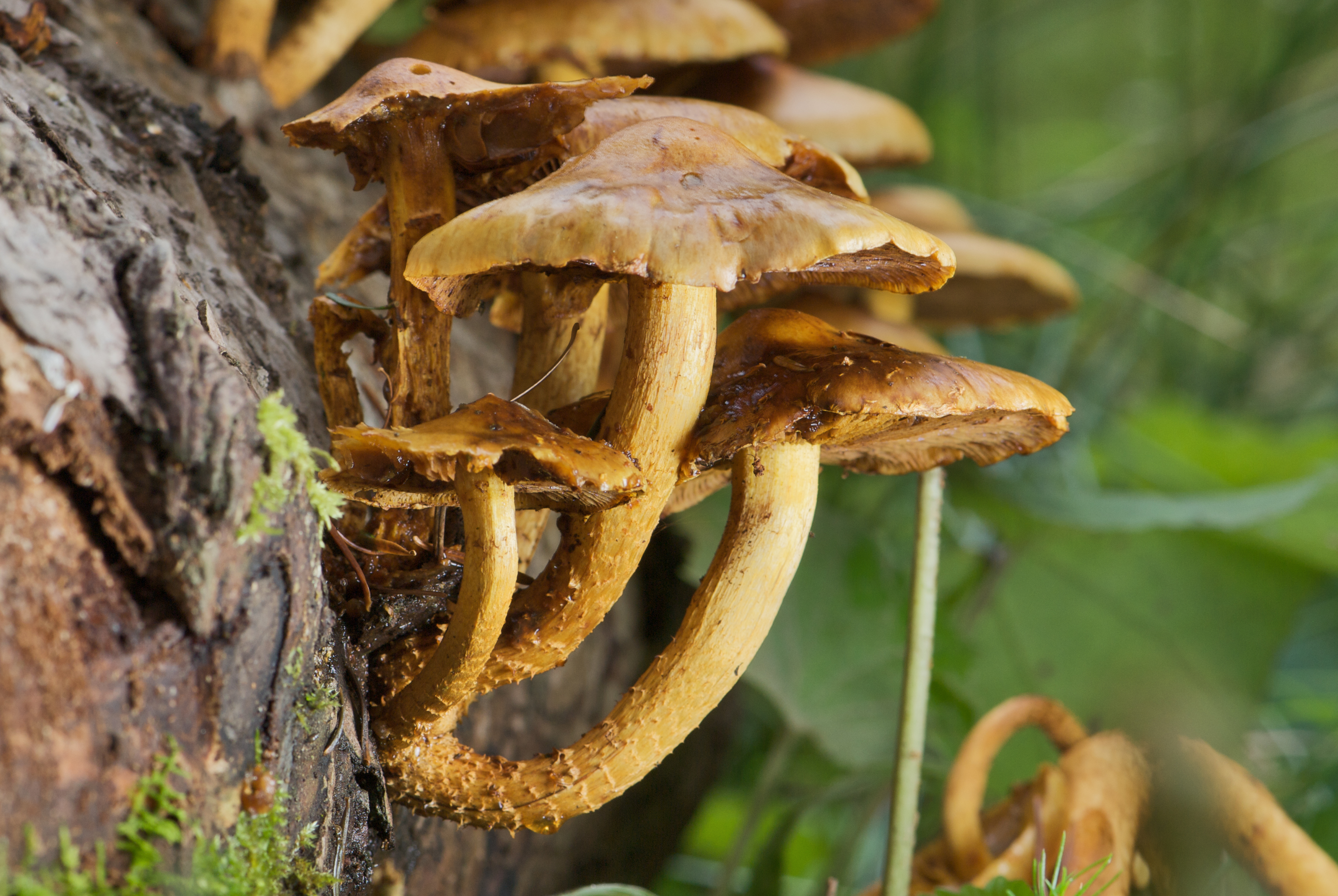
Łuskwiak dwubarwny
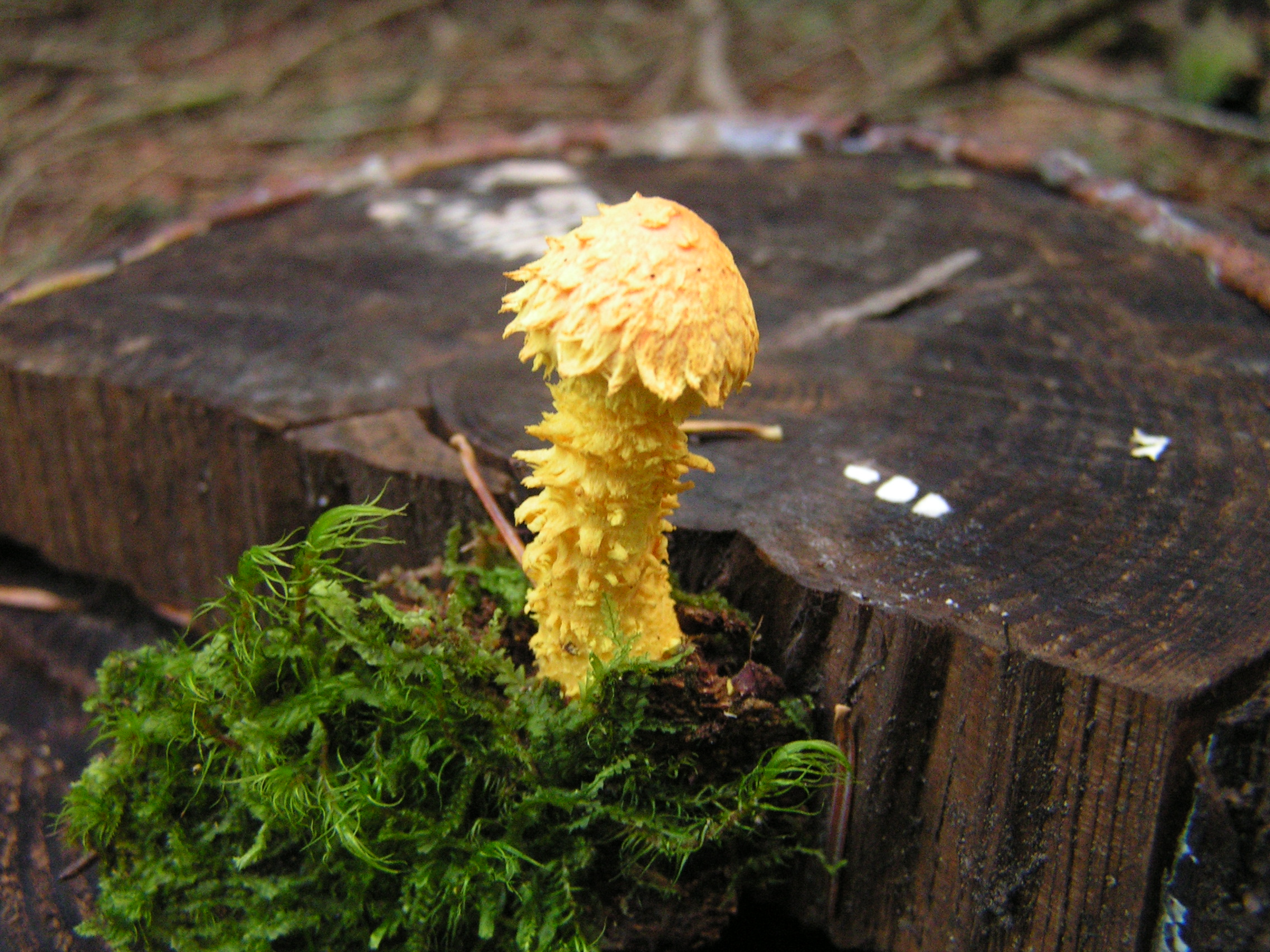
Łuskwiak ognisty
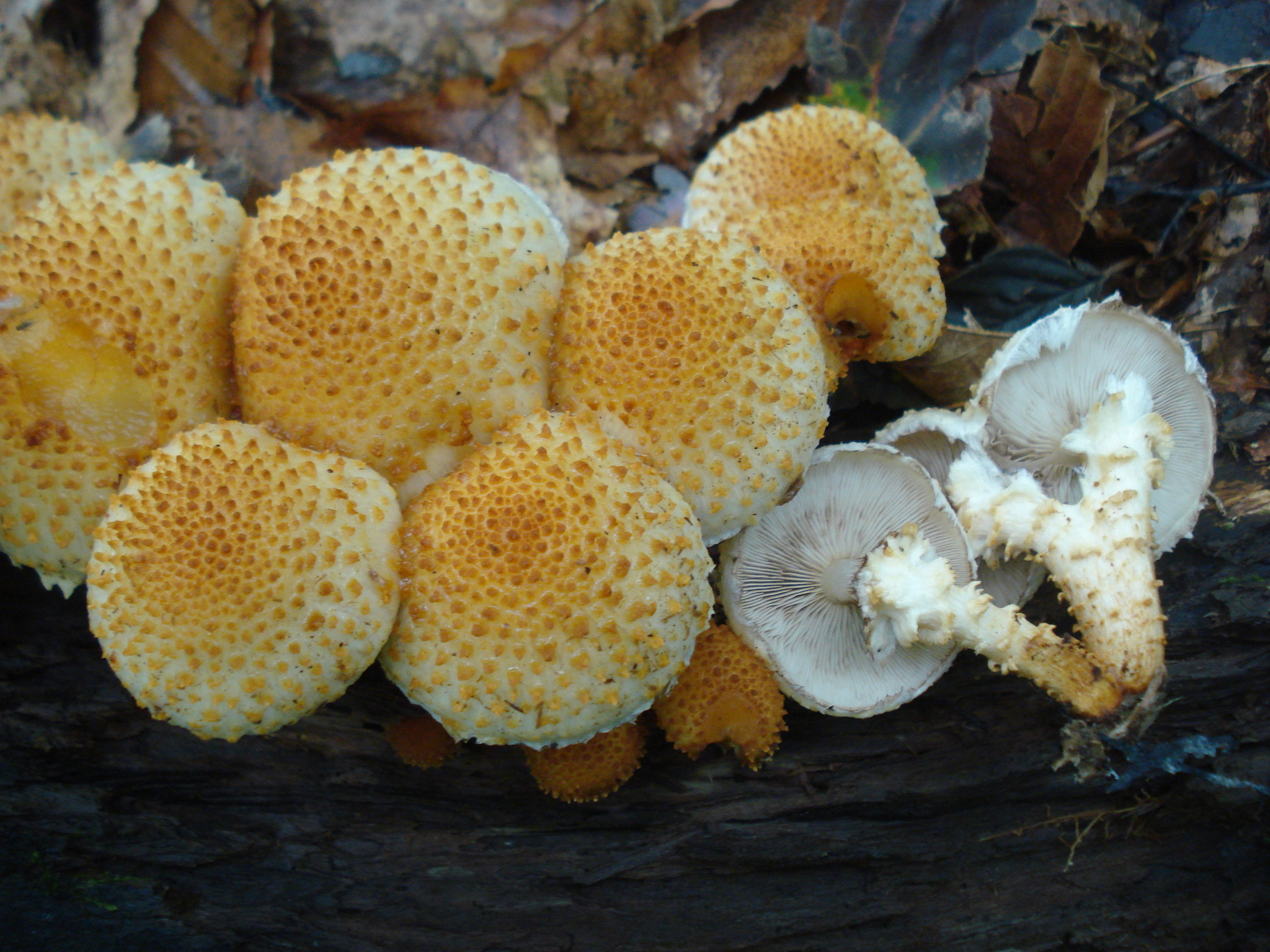
Łuskwiak rdzawołuskowy
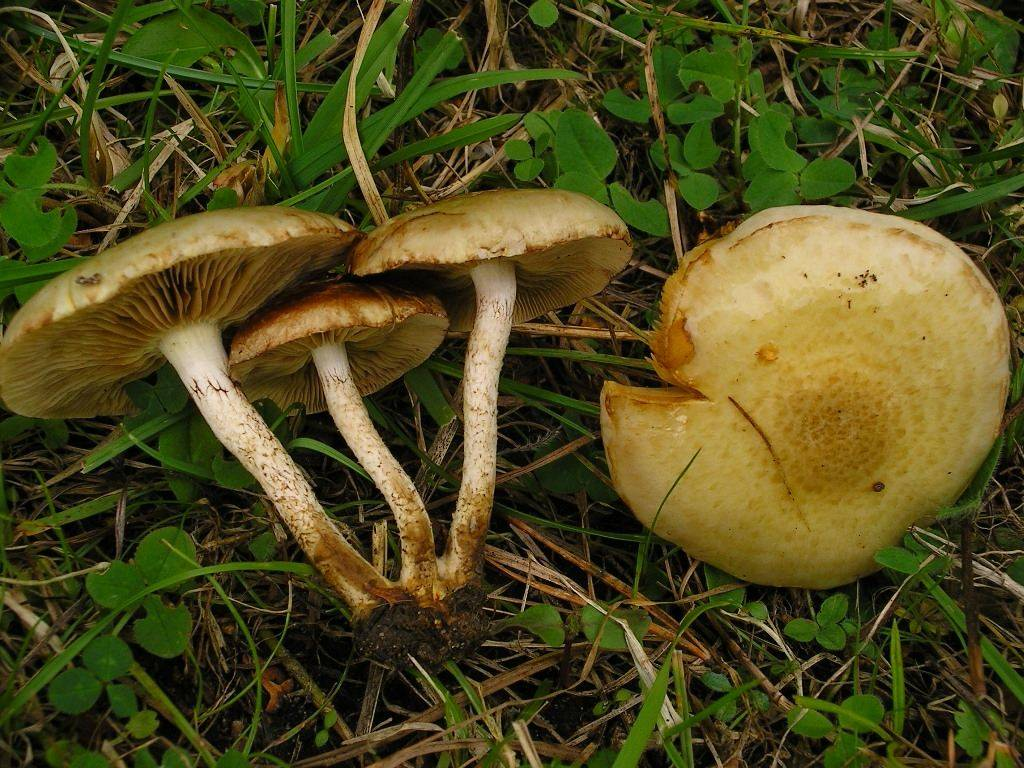
Łuskwiak słomkowy
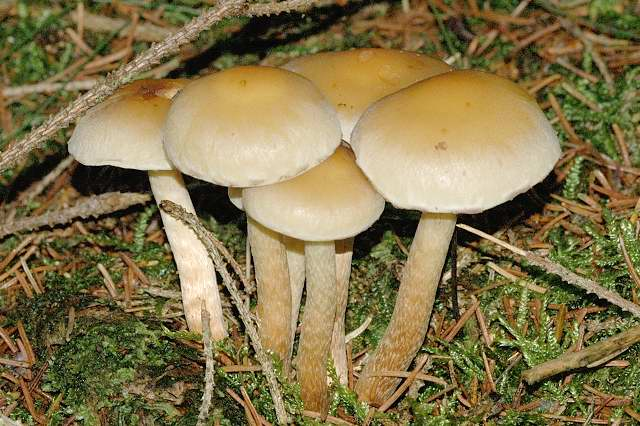
Łuskwiak śliski
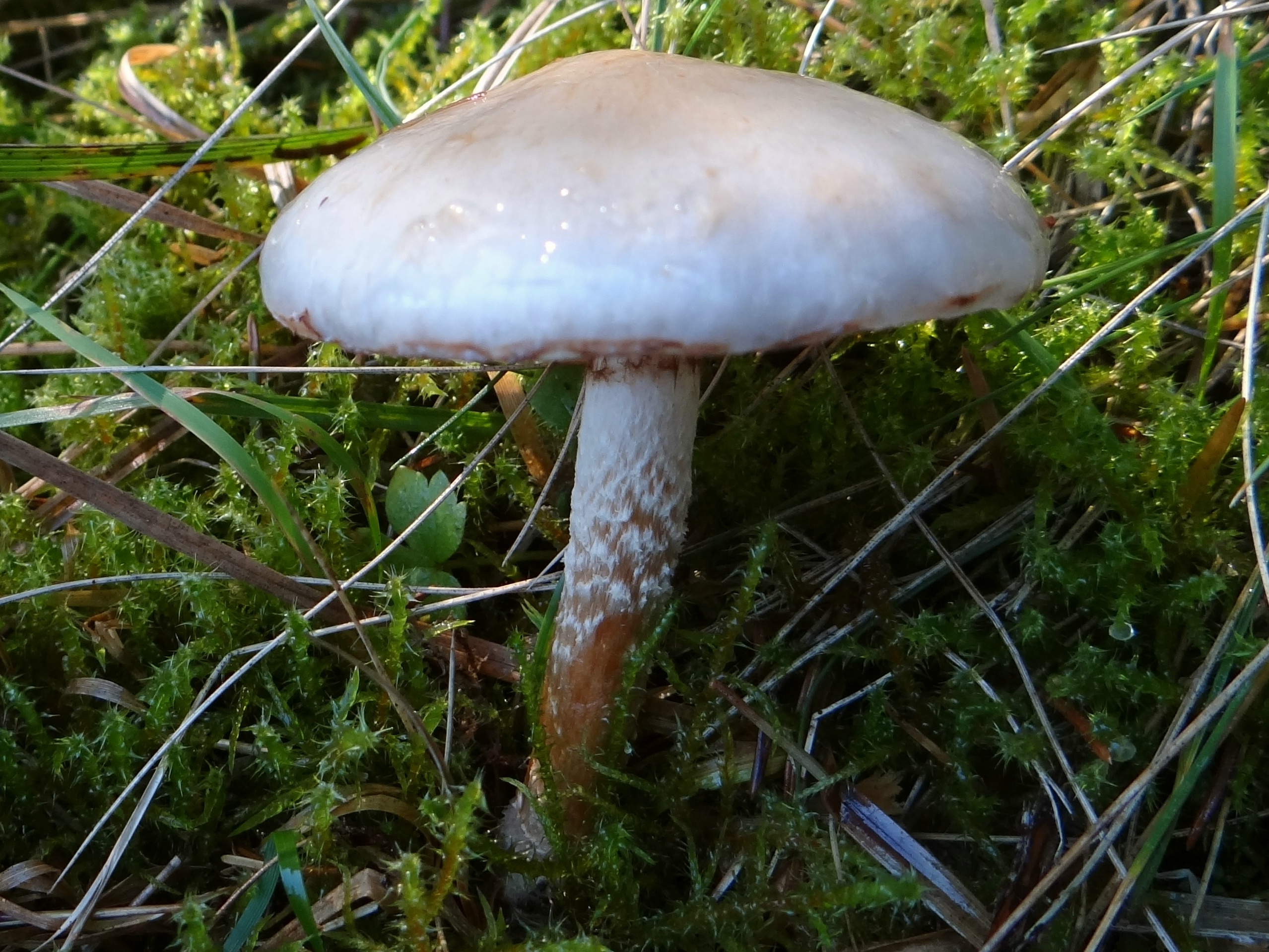
łuskwiak śluzowaty
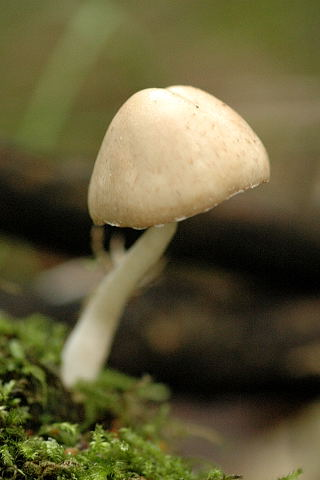
Łuskwiak świerkowy
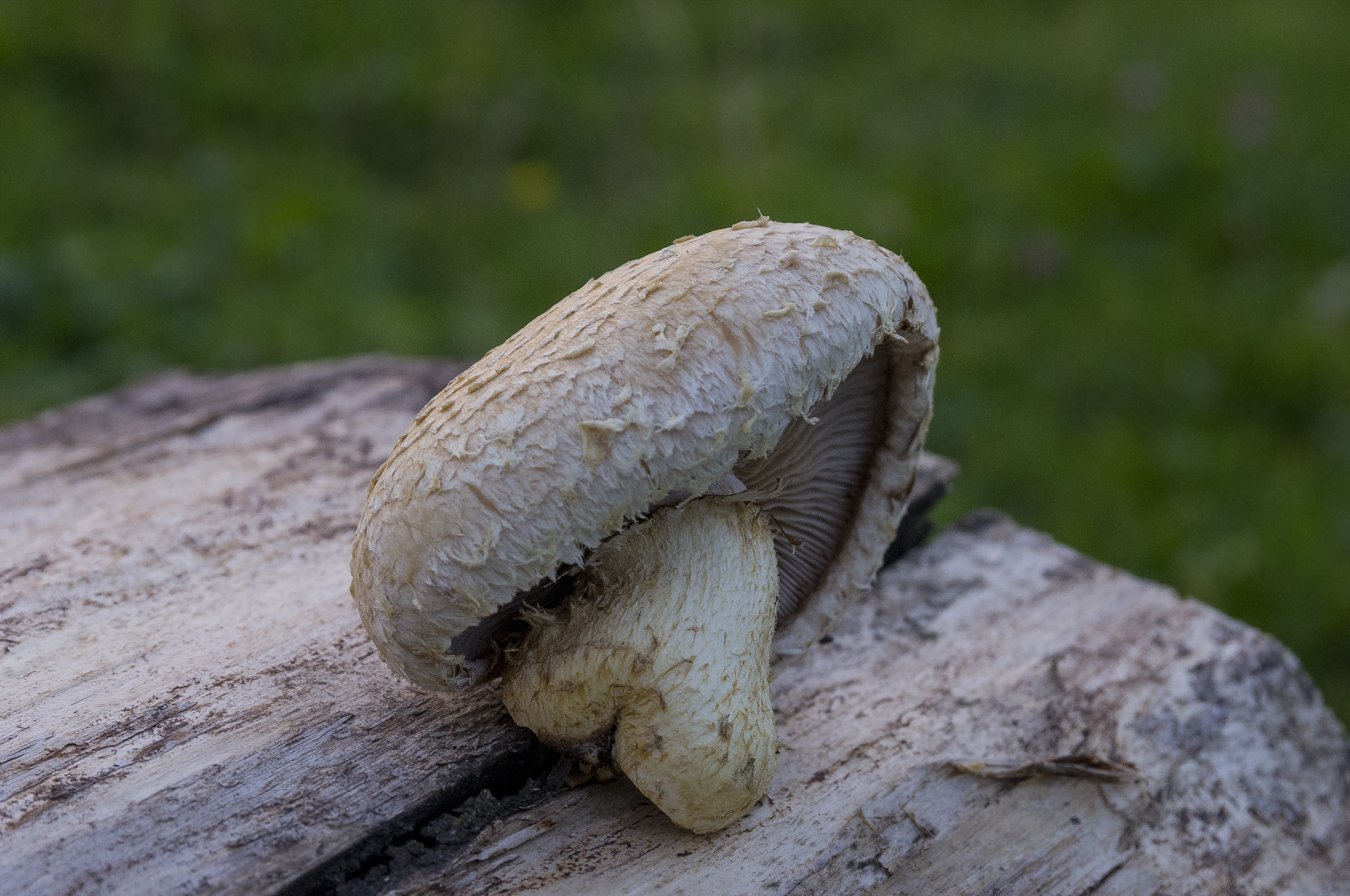
Łuskwiak topolowy
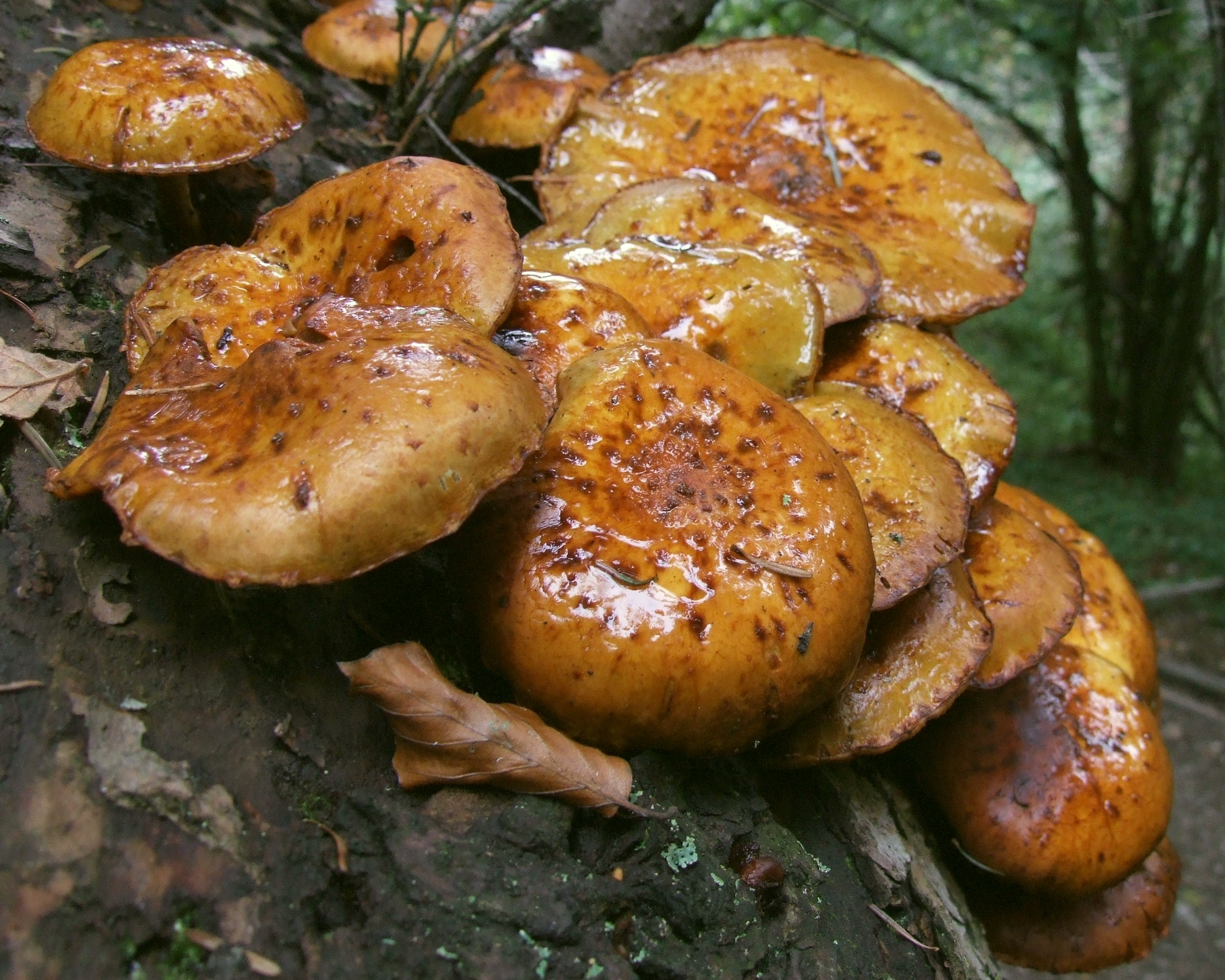
Łuskwiak tłustawy
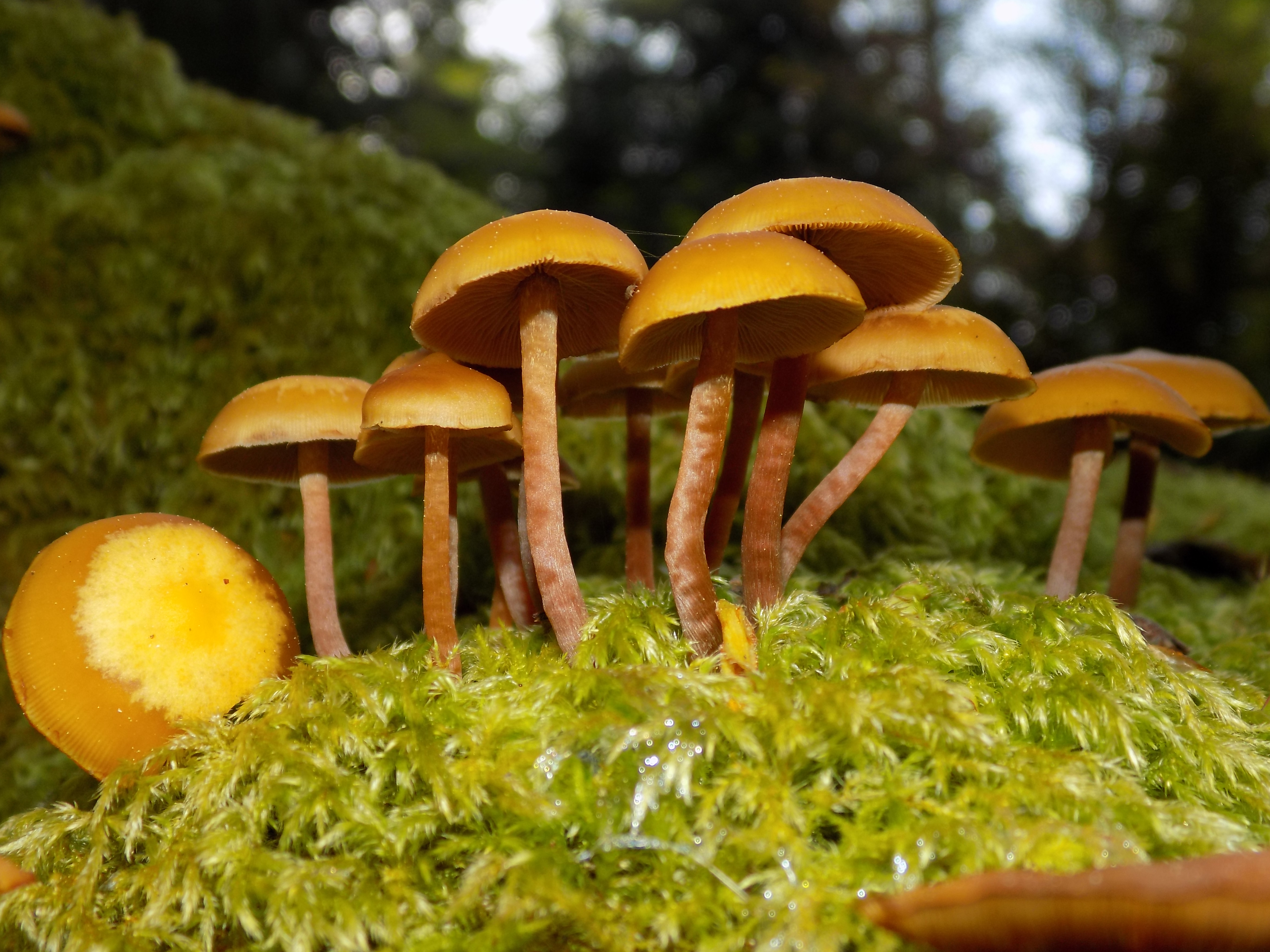
Łuskwiak wąskoblaszkowy
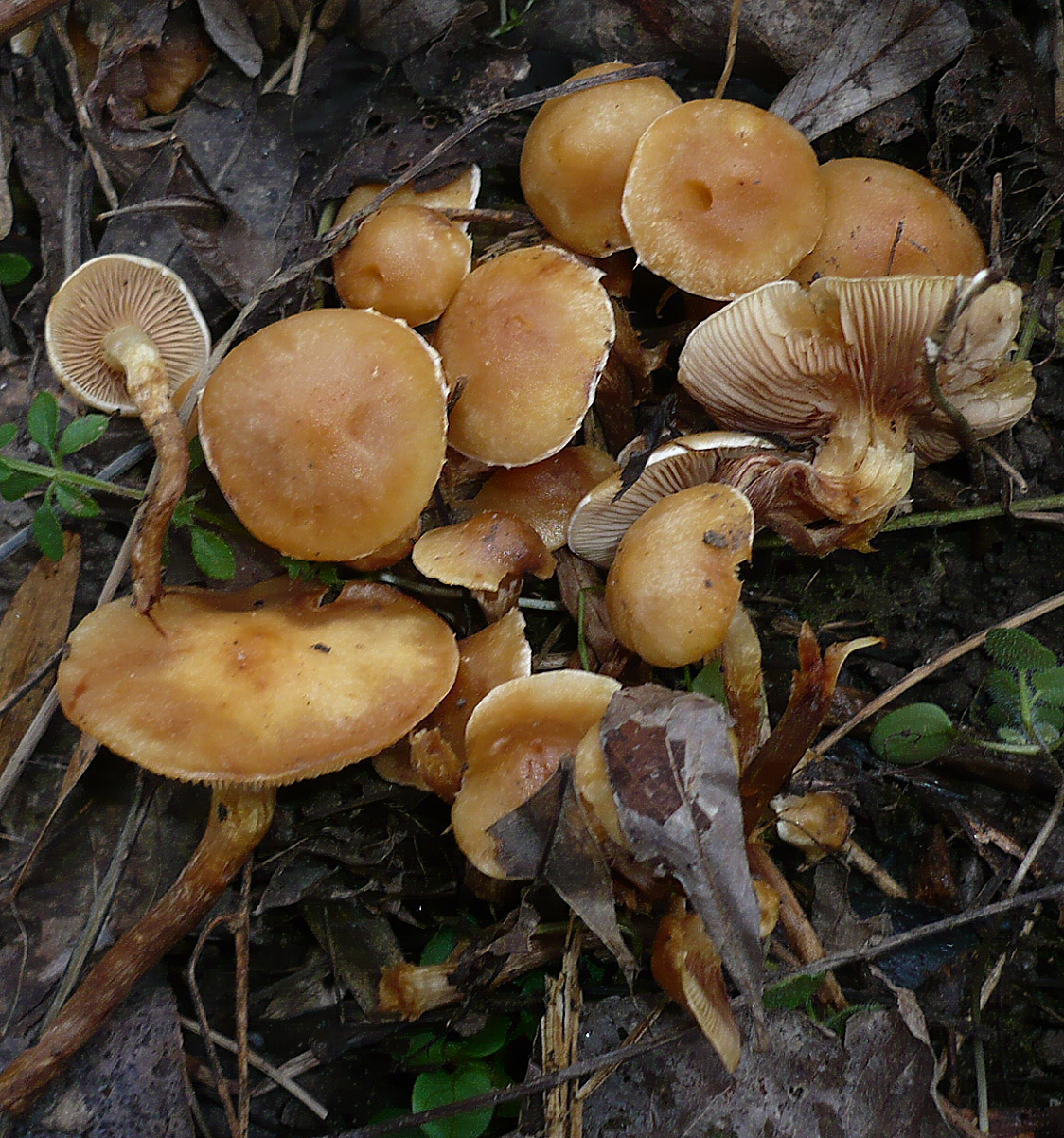
Łuskwiak wierzbowy
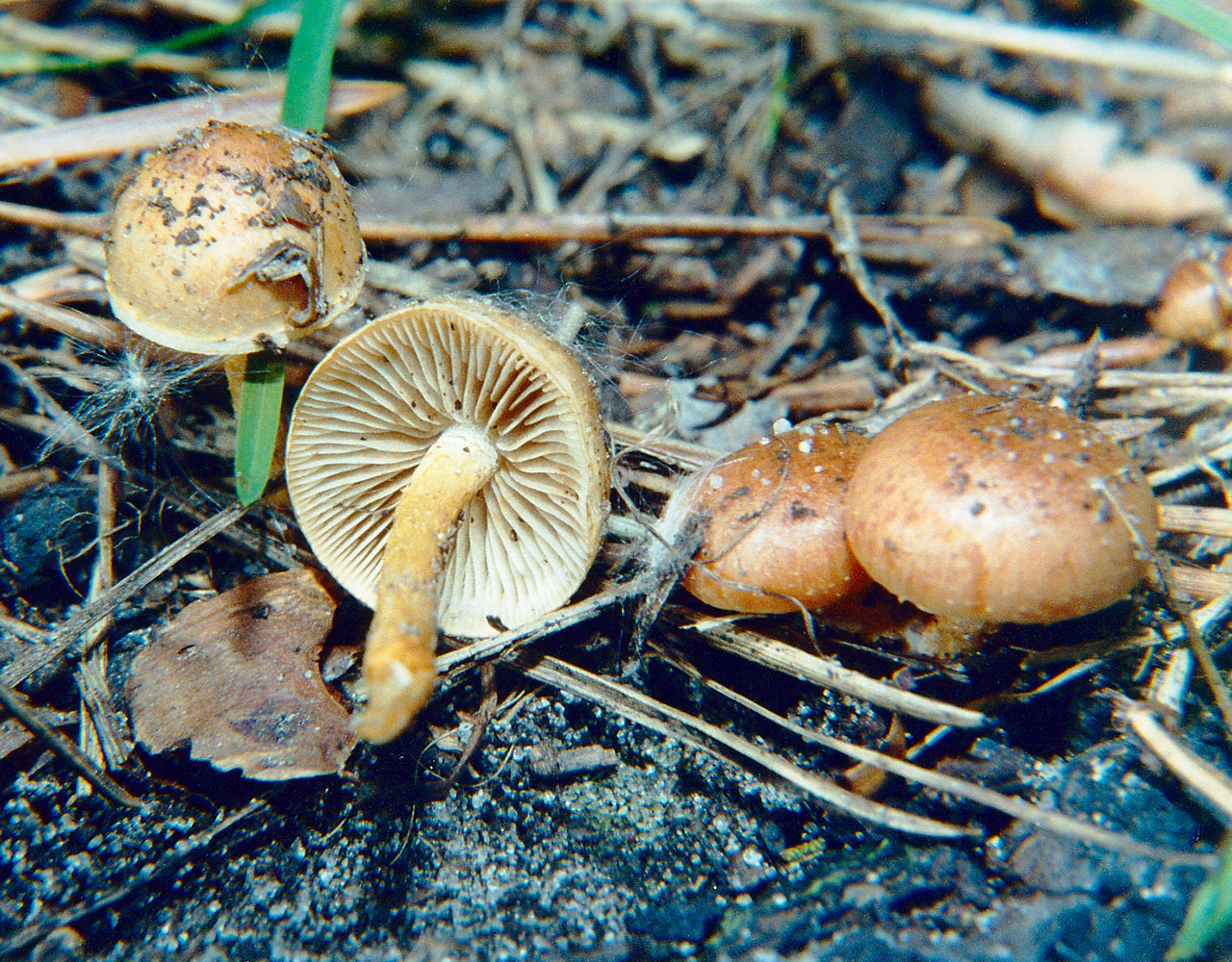
Łuskwiak wypaleniskowy
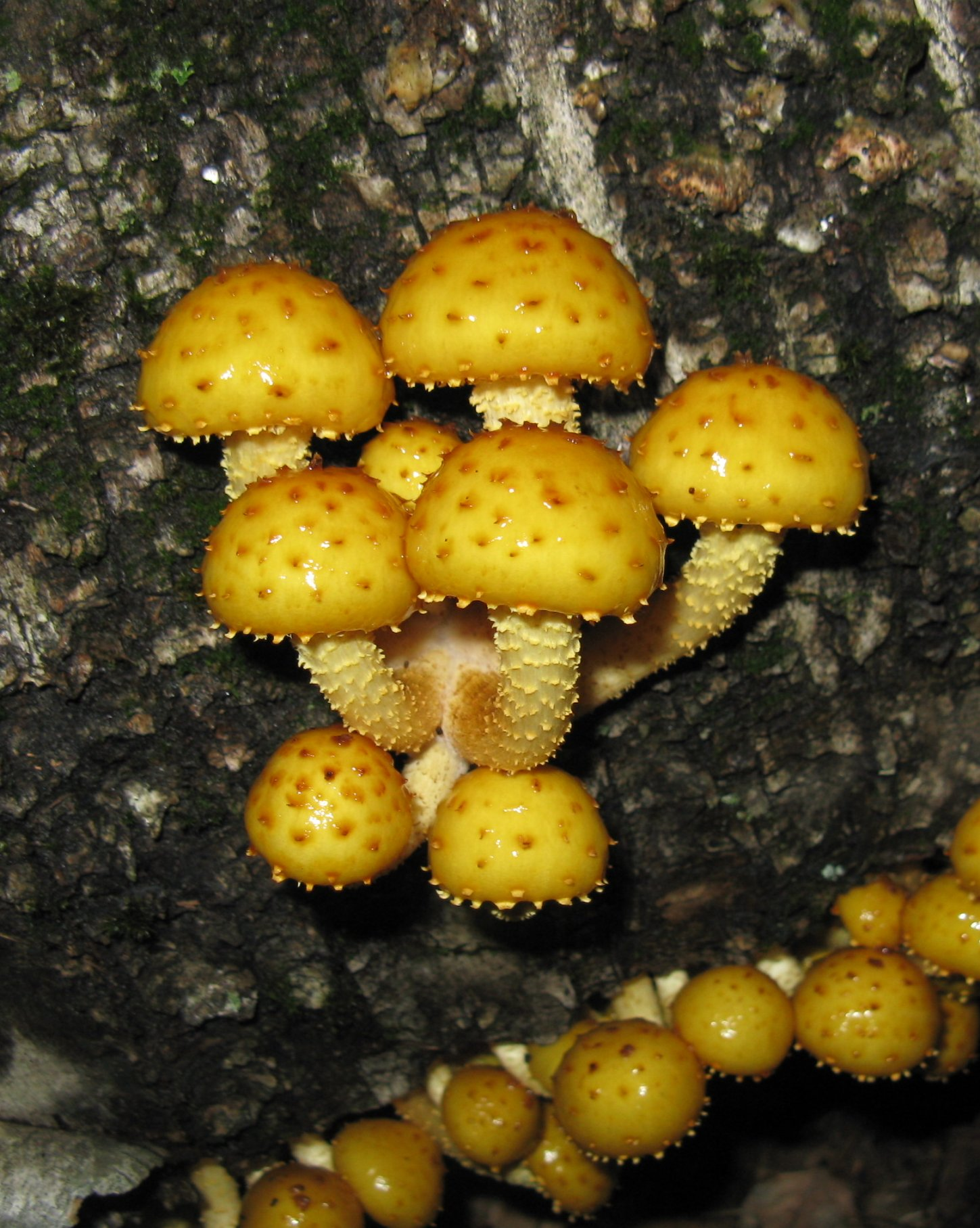
Łuskwiak złotawy
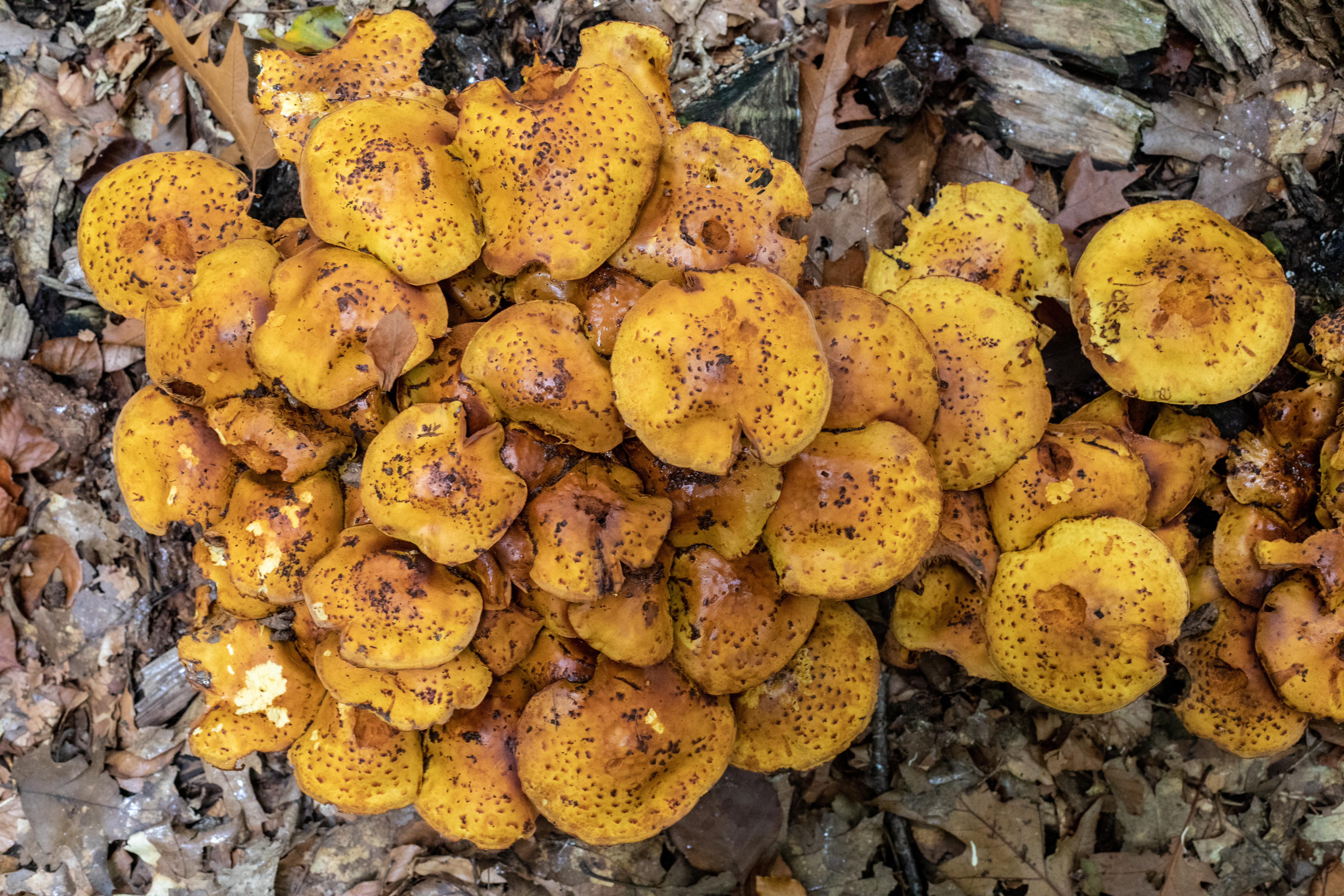
Pholiota jahnii